# Trapped in a Dating Sim: The World of Otome Games Is Tough for Mobs
Trapped in a Dating Sim: The World of Otome Games Is Tough for Mobs (乙女ゲー世界はモブに厳しい世界です?, Otomegē sekai wa Mobu ni kibishii sekai desu) è una serie di light novel scritta da Yomu Mishima e illustrata da Monda. La serie è iniziata con la serializzazione in volumi da parte di Micro Magazine sotto l'etichetta GC Novels dal 30 maggio 2018 al 29 marzo 2024, in precedenza distribuita ambulatorialmente sul sito Shōsetsuka ni narō dal 1º ottobre 2017 al 15 ottobre 2019. Un adattamento manga, scritto pure da Yomu Mishima e disegnato da Jun Shiosato, è stato distribuito in due riviste dalla casa editrice Fujimi Shobō dal 5 ottobre 2018. Un adattamento anime, prodotto da ENGI, è andato in onda dal 3 aprile al 19 giugno 2022. Una seconda stagione è stata annunciata.

## Trama
Leon Fou Bartfort, un impiegato, viene reincarnato in un videogioco di dating sim, un tipo di gioco giapponese che simula una relazione romantica, estremamente difficile, dove le donne hanno il potere e solo gli uomini attraenti possono avere successo. Tuttavia, Leon ha un vantaggio: ricorda ogni dettaglio della sua vita passata, incluso un'esperienza completa del gioco in cui è ora intrappolato. Determinato a realizzare il suo desiderio finale di vivere una vita serena e rilassata in campagna, Leon si ribella contro le regole del gioco e cerca di cambiare il mondo in cui si trova.

## Personaggi

Leon (a sinistra), Angelica (al centro) e Olivia (a destra) nell'anime

Leon Fou Bartfort (リオン・フォウ・バルトファルト?, Rion Fō Barutofaruto)
Doppiato da: Yūsuke Kobayashi (drama CD), Takeo Ōtsuka (anime)
Leon è il protagonista della serie. È un illustre duca e un rinomato eroe del Regno di Holfort anche il Guardiano del Sacro Alberello della Repubblica di Alzer. La prima impressione che qualsiasi estraneo può fare di Leon Fou Bartfort è essere cinico e avere una visione pessimistica del sistema del regno che favorisce le donne. Non ha pazienza per le persone che si lamentano da una posizione di privilegio o non riescono a controllare il loro ego, così come le ragazze che piangono. Nonostante guardi dall'alto in basso le persone eccessivamente orgogliose, Leon si diverte a mostrare arroganza nelle sue capacità perché sa come questa dimostrazione di superiorità danneggi la fiducia e l'orgoglio del suo avversario. Quindi non perde occasione per schiacciare mentalmente i suoi avversari. La maggior parte delle azioni fredde e dei comportamenti antagonisti di Leon derivano dalle circostanze ingiuste che gli sono sempre state date e dagli sforzi che ha dovuto sopportare per garantire la sua sopravvivenza mentale e fisica. Nel complesso, desidera vivere una vita facile. Quando si tratta delle sue preferenze per il sesso opposto, gli piacciono le donne voluttuose con seni sviluppati, qualcosa di cui Leon non è molto sottile.
Olivia (オリヴィア?, Orivia)
Doppiata da: Yumiri Hanamori (drama CD), Kana Ichinose (anime)
Olivia è una studentessa d'onore dell'accademia. È a tutti gli effetti una ragazza modesta che è molto gentile e gentile con le persone. Non le piace il gioco d'azzardo. Come persona comune, è spesso scioccata se non stressata da come la maggior parte delle cose intorno a lei siano così costose e lussuose. Nonostante la sua gentilezza e modestia, le manca una quantità consistente di fiducia in se stessa. Questo molto probabilmente deriva dal fatto che è una popolana che frequenta una scuola che è prevalentemente popolata da nobili che per lo più la guardano dall'alto in basso.
Angelica Rapha Redgrave (アンジェリカ・ラファ・レッドグレイブ?, Anjerika Rafa Reddogureibu)
Doppiata da: Yurika Kubo (drama CD), Fairouz Ai (anime)
Angelica è una delle eredi della famiglia Redgrave, figlia del duca Redgrave ed ex fidanzata del principe Julius Rapha Holfort. In seguito divenne una delle prime fidanzate di Leon dopo l'invasione del Principato. Angelica è una bella ragazza con i capelli biondi che sembrano brillare con un'acconciatura all'insù insieme a pelle bianca, occhi rossi, seni abbastanza grandi e un corpo attraente. All'inizio, Angelica dava l'impressione di una giovane donna dignitosa ma dovette avvicinarsi. A causa delle grandi aspettative per lei come futura regina, Angelica si è disciplinata fin dalla giovane età per diventare una vera donna e non vergognare il suo fidanzato e la sua famiglia. Quindi, ha dovuto tenere sempre sotto controllo le sue emozioni e i suoi sentimenti, facendola sembrare fredda. Come la maggior parte dei nobili, Angelica era solita mostrare un atteggiamento freddo nei confronti di una popolana come Olivia, dicendo che non apparteneva all'accademia. Dopo aver fatto amicizia con Leon e Olivia, Angelica ha iniziato a mostrare la sua vera personalità più spesso. È una persona gentile e ragionevole che non abusa delle persone al di sotto del suo status. In particolare, Angelica non ha mai usato il potere della sua famiglia per danneggiare fisicamente Marie, nonostante Marie le abbia rubato Julius. È anche straordinariamente coraggiosa, disposta a resistere ai pericoli quando la situazione lo richiede. Nonostante i suoi tratti ammirevoli, Angelica ha difetti nella sua personalità. È piuttosto irascibile e spesso prende decisioni avventate, che la portano in una posizione difficile in più occasioni.
Luxion (ルクシオン?, Rukushion)
Doppiato da: Yusuke Shirai (drama CD), Akira Ishida (anime)
Luxion viene visto un gigantesco dirigibile nero simile a un'astronave, ma per spostarsi, assume l'aspetto di una piccola palla di metallo con una singola lente rossa. Come creazione dei vecchi umani, Luxion è stato presumibilmente programmato per odiare ogni nuovo umano in quanto erano quelli che portavano i suoi padroni all'estinzione. Dopo aver registrato Leon come nuovo padrone, Luxion ne esce molto schietto in quanto avrebbe sottolineato i difetti e insultato il suo padrone. Sorveglia tutto Leon e pianifica in anticipo per assicurarsi che tutti ottengano le loro abilità necessarie per sostenere Leon, chiedendogli anche cosa ne pensa il suo padrone.
Marie Fou Lafan (マリエ・フォウ・ラーファン?, Marie Fō Rāfan)
Doppiata da: Atsumi Tanezaki (drama CD), Ayane Sakura (anime)
Marie è la precedente sorella minore di Leon. Marie ha i capelli biondi lunghi fino al ginocchio che hanno ciocche di capelli lunghi fino al mento che le incorniciano il viso con una frangia quadrata che pende sulla fronte, i suoi occhi hanno un colore del cielo chiaro ed è minuta, essendo bassa con un petto piccolo e un corpo snello. Marie si presenta come una ragazza gentile e timida dall'esterno. In realtà, è una persona manipolatrice ed egoista che non ha problemi a manipolare gli altri per il proprio tornaconto. Ma dopo aver appreso che anche suo fratello si è reincarnato con lei, inizia a lavorare con lui. Impara ad essere più calcolatrice, gentile e si fida della decisione di suo fratello. Nonostante a volte sembri infantile e miope, va notato che Marie è in realtà abbastanza intelligente. Ha anche dimostrato di essere più amichevole e non egoista, se non anche un po' sottomessa a coloro che la circondano.
Julius Rapha Holfort (ユリウス・ラファ・ホルファート?, Yuriusu Rafa Horufāto)
Doppiato da: Ryōta Ōsaka (drama CD), Ken'ichi Suzumura (anime)
Julius è uno dei principali bersagli di cattura ed è stato l'ex principe ereditario del Regno di Holfort fino a quando non ha rinunciato al titolo. È un giovane alto e bello con i capelli blu scuro e gli occhi abbinati. Essendo cresciuto per essere il prossimo re del Regno di Holfort, Julius si presenta come antisociale e orgoglioso, preferendo tenere gli altri a distanza. Di solito parla alle altre persone con un tono schietto e duro. Sotto la personalità principesca, tuttavia, Giulio è un giovane semplice che tratta generosamente i suoi stretti collaboratori. Anche se la sua ingenuità e inesperienza lo rendono spesso negligente e miope. Fedele al suo lignaggio, Julius possiede uno spirito libero e avventuroso. Niente gli piace di più della buona avventura e del fare le cose che gli piacciono. Allo stesso tempo, la sua natura amante della libertà lo porta a risentirsi dello stile di vita limitato e delle pesanti responsabilità della famiglia reale.
Jilk Fia Marmoria (ジルク・フィア・マーモリア?, Jiruku Fia Māmoria)
Doppiato da: Kōsuke Toriumi (drama CD), Kōsuke Toriumi (anime)
Jilk è un membro dell'Ambiente del Principe. È anche il fratello adottivo di Julius. A prima vista, Jilk può dare l'idea una donna poiché porta i capelli lunghi che gli arrivano nella parte inferiore della schiena e i suoi occhi sono anche verdi. Nonostante si presenti come un devoto sottoposto e un gentiluomo, in realtà è piuttosto astuto e non esita a utilizzare mezzi disonesti o sleali per raggiungere la vittoria.
Brad Fou Field (ブラッド・フォウ・フィールド?, Buraddo Fō Fīrudo)
Doppiato da: Shinnosuke Tachibana
Brad è uno dei cinque obiettivi di cattura ed è un giovane con capelli viola. Sebbene le sue abilità magiche siano leggermente migliori della media, fisicamente è considerato il più debole tra i suoi coetanei. Nella battaglia dei mech, Leon riesce a metterlo KO con un solo colpo.
Chris Fia Arclight (クリス・フィア・アークライト?, Kurisu Fia Ākuraito)
Doppiato da: Kōji Yusa
Chris è anch'esso uno dei personaggi di cattura. Chris è un bel ragazzo con i capelli azzurri e gli occhi abbinati, con gli occhiali. Pur apparendo agli occhi degli altri come un ragazzo intelligente, in realtà è altrettanto arrogante e presuntuoso dei suoi compagni, e viene sconfitto facilmente da Leon.
Greg Fou Seberg (グレッグ・フォウ・セバーグ?, Gureggu Fō Sebāgu)
Doppiato da: Nobuyuki Hiyama
Greg è uno degli obiettivi di cattura ed è un adolescente alto con i capelli rossi. Nonostante abbia una notevole forza fisica e abilità di combattimento, preferisce utilizzare armi e armature di serie per dimostrare la sua bravura personale. È molto testardo ed estremamente arrogante, e spesso si lancia in battaglia in modo sconsiderato, senza alcuna strategia.
Mylene Rapha Holfort (ミレーヌ・ラファ・ホルファート?, Mirēnu Rafa Horufāto)
Doppiata da: Sayaka Ōhara
Regina del Regno di Holfort. È la moglie di Roland e la madre di Julius ed Erica, di cui Leon si è invaghito. Essendo un matrimonio senza amore, Mylene è stata facilmente corteggiata dall'affetto genuino di Leon nei suoi confronti.
Noelle Zel Lespinasse (ノエル・ジル・レスピナス?, Noeru Jiru Resupinasu)
La protagonista del secondo gioco otome. È la prima figlia e un tempo ex della Casata Lespinasse e una studetessa del secondo anno di liceo all'accademia Commonwealth. È la sorella gemella maggiore di Leila. Diventa la terza fidanzata di Leon.
Leila Zel Lespinasse (レリア・ジル・レスピナス?, Reria Jiru Resupinasu)
È la figlia più giovane della Casata Beltre e un tempo della Casata Lespinasse. È la sorella gemella minore di Noelle. Come Leon e Marie, anche lei si rivela essere originariamente un vecchio umano.
Louise Sara Rault (ルイーゼ・サラ・ラウルト?, Ruīze Sara Rauruto)
Figlia maggiore della famiglia Rault e studentessa al terzo anno di liceo all'accademia Alzer, kōhai di Leon.
Erica Rapha Holfort (エリカ・ラファ・ホルファート?, Erika Rafa Horufāto)
Erica è la principessa ereditaria del Regno di Holfort e la precedente figlia di Marie. Ha lunghi capelli neri delicatamente ondulati. Mentre il suo corpo è piccolo, i seni di Erica sono normali, a differenza di quelli di Marie. Di solito mostra un'espressione mite e un'atmosfera calma. Erica è simile a Marie in termini di intelligenza e manipolazione. Tuttavia, Erica ha una personalità meno malvagia di Marie e preferisce avere un rapporto pacifico con chiunque. A differenza della madre Marie, Erica è più legata ai legami con gli altri che ad avere pretendenti che servono i suoi capricci.
Hetrauda Sera Fanoss (ヘルトラウダ・セラ・ファンオース?, Herutorauda Sera Fan'ōsu)
Il boss finale del terzo gioco otome.
Hertrude Sera Fanoss (ヘルトルーデ・セラ・ファンオース?, Herutorūde Sera Fan'ōsu)
La sorella maggiore di Hetrauda.

## Media

### Light novel
In precedenza distribuita amatorialmente sul sito Shōsetsuka ni narō dal 1º ottobre 2017 al 15 ottobre 2019, la serie, scritta da Yomu Mishima e illustrata da Monda, venne acquistata dalla casa editrice Micro Magazine sotto l'etichetta GC Novels pubblicando il primo volume il 30 maggio 2018. La serie si è conclusa con un totale di 13 volumi pubblicati entro il 29 marzo 2024. La serie viene distribuita anche negli Stati Uniti da Seven Seas Entertainment, in Corea da Somy Media, in Taiwan da Chingwin Publishing Group, in Thailandia da Luckpim Publishing e in Vietnam da Tsuki LightNovel.
Una serie di light novel spin-off con illustrazioni di Moge Toi, intitolata Ano otome game wa oretachi ni kibishii sekai desu (あの乙女ゲーは俺たちに厳しい世界です?, Ano otome gē wa oretachi ni kibishī sekaidesu), viene pubblicata a partire dal 28 dicembre 2022. Al 30 settembre 2024 sono stati pubblicati 4 volumi. Viene distribuita anche negli Stati Uniti da Seven Seas Entertainment.

#### Volumi
| Trapped in a Dating Sim: The World of Otome Games Is Tough for Mobs (13 volumi) |                   |                        |
| 1                                                                               | 30 maggio 2018    | ISBN 978-4-89637-753-8 |
| 2                                                                               | 30 ottobre 2018   | ISBN 978-4-89637-830-6 |
| 3                                                                               | 29 marzo 2019     | ISBN 978-4-89637-864-1 |
| 4                                                                               | 30 agosto 2019    | ISBN 978-4-89637-911-2 |
| 5                                                                               | 30 gennaio 2020   | ISBN 978-4-89637-975-4 |
| 6                                                                               | 30 luglio 2020    | ISBN 978-4-86716-033-6 |
| 7                                                                               | 30 gennaio 2021   | ISBN 978-4-86716-106-7 |
| 8                                                                               | 30 giugno 2021    | ISBN 978-4-86716-157-9 |
| 9                                                                               | 30 novembre 2021  | ISBN 978-4-86716-214-9 |
| 10                                                                              | 30 maggio 2022    | ISBN 978-4-86716-299-6 |
| 11                                                                              | 28 dicembre 2022  | ISBN 978-4-86716-367-2 |
| 12                                                                              | 31 luglio 2023    | ISBN 978-4-86716-451-8 |
| 13                                                                              | 29 marzo 2024     | ISBN 978-4-86716-555-3 |
| Ano otome game wa oretachi ni kibishii sekai desu (4+ volumi)                   |                   |                        |
| 1                                                                               | 28 dicembre 2022  | ISBN 978-4-86716-369-6 |
| 2                                                                               | 31 luglio 2023    | ISBN 978-4-86716-452-5 |
| 3                                                                               | 29 febbraio 2024  | ISBN 978-4-86716-540-9 |
| 4                                                                               | 30 settembre 2024 | ISBN 978-4-86716-639-0 |

### Manga
Un adattamento manga disegnato da Jun Shiosato ha iniziato la serializzazione il 5 ottobre 2018 sulla piattaforma online Niconico Seiga, dove è rimasto fino al 9 luglio 2021. Il manga è stato pubblicato sotto l'etichetta Dragon Comics Age di Fujimi Shobō. Successivamente, la serie è passata dal sito web di manga online Dra Dra Sharp alla rivista cartacea Monthly Dragon Age, con la ripresa della pubblicazione a partire dall'8 gennaio 2022. I capitoli vengono raccolti in volumi tankōbon a partire dall'8 giugno 2019. All'8 settembre 2023 sono stati pubblicati 11 volumi. La serie viene pubblicata anche negli Stati Uniti da Seven Seas Entertainment.
Un manga spin-off, intitolato Otome game yōchien wa mob ni kibishii yōchien desu (乙女ゲー幼稚園はモブに厳しい幼稚園です?, Otome gē yōchien wa mobu ni kibishī yōchien desu), scritto da Yomu Mishima e disegnato da Noko Ōmi, è stato serializzato sulla rivista Monthly Dragon Age della stessa casa editrice dal 6 giugno 2022 al 9 febbraio 2024. I capitoli sono stati raccolti in 2 volumi tankōbon pubblicati dal 7 aprile 2023 al 9 aprile 2024.
Un adattamento manga di Ano otome game wa oretachi ni kibishii sekai desu, disegnato da Renji Fukuhara, ha iniziato la serializzazione sui siti web KadoComi e Nico Nico Seiga sotto l'etichetta DraDra Flat di Fujimi Shobō il 15 giugno 2023. I capitoli vengono raccolti in volumi tankōbon a partire dal 9 aprile 2024. Al 9 novembre 2024 sono stati pubblicati 2 volumi.

#### Volumi
| Trapped in a Dating Sim: The World of Otome Games Is Tough for Mobs (11 volumi) |                  |                        |
| 1                                                                               | 8 giugno 2019    | ISBN 978-4-04073-204-6 |
| 2                                                                               | 9 settembre 2019 | ISBN 978-4-04073-321-0 |
| 3                                                                               | 9 aprile 2020    | ISBN 978-4-04073-613-6 |
| 4                                                                               | 7 agosto 2020    | ISBN 978-4-04073-770-6 |
| 5                                                                               | 9 dicembre 2020  | ISBN 978-4-04073-901-4 |
| 6                                                                               | 9 luglio 2021    | ISBN 978-4-04074-171-0 |
| 7                                                                               | 8 gennaio 2022   | ISBN 978-4-04074-384-4 |
| 8                                                                               | 9 maggio 2022    | ISBN 978-4-04074-528-2 |
| 9                                                                               | 7 ottobre 2022   | ISBN 978-4-04074-714-9 |
| 10                                                                              | 7 aprile 2023    | ISBN 978-4-04074-934-1 |
| 11                                                                              | 8 settembre 2023 | ISBN 978-4-04075-124-5 |
| Otome game yōchien wa mob ni kibishii yōchien desu (2 volumi)                   |                  |                        |
| 1                                                                               | 7 aprile 2023    | ISBN 978-4-04074-935-8 |
| 2                                                                               | 9 aprile 2024    | ISBN 978-4-04075-406-2 |
| Ano otome game wa oretachi ni kibishii sekai desu (2+ volumi)                   |                  |                        |
| 1                                                                               | 9 aprile 2024    | ISBN 978-4-04075-408-6 |
| 2                                                                               | 9 novembre 2024  | ISBN 978-4-04075-692-9 |

### Anime
Un adattamento anime è stato annunciato il 25 novembre 2021. È prodotto dallo studio ENGI e diretto da Kazuya Miura e Shin'ichi Fukumoto, con Kenta Ihara che si occupa della composizione della serie, Masahiko Suzuki che si occupa del character design e Kana Hashiguchi e Show Aratame che si occupano della colonna sonora. La serie è andata in onda dal 3 aprile al 19 giugno 2022 su AT-X, Tokyo MX, ytv e BS NTV. La sigla di apertura è Silent Minority di Kashitarō Itō, mentre la sigla di chiusura è selfish di Riko Azuna. In Italia, la serie è stata trasmessa in versione sottotitolata su Crunchyroll, così come nel resto del mondo.
Una seconda stagione è stata annunciata il 26 dicembre 2022.

#### Episodi
| Nº | Titolo italiano Giapponese 「Kanji」 - Rōmaji | In onda        | In onda |
| Nº | Titolo italiano Giapponese 「Kanji」 - Rōmaji | Giapponese     |         |
| 1  | Io odio questo mondo 「俺はこの世界が嫌いだ」 - Ore wa kono sekai ga kirai da | 3 aprile 2022  |         |
| 1  | Dopo aver completato un videogioco otome, un salaryman giapponese batte la testa e muore, reincarnandosi poi in un bambino di cinque anni di nome Leon Fou Bartfort all'interno del gioco che combina la vita rurale su isole fluttuanti con la tecnologia futuristica. La società è dominata dalle donne e gli uomini sono i mariti o i comprimari delle nobildonne. Il padre di Leon è sposato con Lady Zora, la matrigna di Leon. Dieci anni dopo, Leon si è preparato a entrare all'accademia, dove gli uomini trovano moglie o diventano amanti. Zora gli annuncia improvvisamente che deve sposare la brutta figlia cinquantenne di una sua amica. Leon usa le conoscenze preliminari della storia per localizzare una potente nave di nome Luxion, che avrebbe dovuto essere trovata dalla protagonista femminile del gioco nella storia originale. Luxion è controllata da un'intelligenza artificiale che tenta di uccidere Leon perché è un nuovo umano, l'attuale razza umana in grado di usare la magia e di sradicare gli umani non magici che hanno creato Luxion. Tuttavia, Leon ha un'anima da vecchio umano, che gli permette di registrarsi come proprietario di Luxion. Zora crede felicemente che Leon sia morto, ma questo ricompare con una grande fortuna in tesori saccheggiati dai dungeon grazie alla sua preconoscenza. Ormai indipendente e ricco, Leon può ignorare la richiesta di Zora di sposarsi e frequentare l'accademia, come originariamente previsto, dove si riuniscono i personaggi del gioco per iniziare la storia. |                |         |
| 2  | Ehi signorina. Ti va un po' di tè? 「そこの彼女 お茶してかない?」 - Soko no kanojo ocha shitekanai? | 10 aprile 2022 |         |
| 2  | Leon viene involontariamente nominato barone a causa dei suoi successi, il che significa che la futura moglie deve essere nobile. Leon assiste all'inizio della storia e vede gli interessi romantici, il principe Julius e i suoi amici Jilk, Brad, Chris e Greg, tra i quali l'eroina deve scegliere un marito, e la ricca antagonista Angelica Redgrave. Assiste a un evento del gioco gioco in cui l'eroina deve schiaffeggiare un uomo, ma al suo posto c'è una ragazza di nome Marie. Julius socializza con Marie, con l'irritazione di Angelica, il suo fidanzato. Leon incontra la vera eroina, una popolana e studentessa di borse di studio, Olivia, che inizia una timida amicizia con Angelica. Durante l'esplorazione dei sotterranei, Angelica affronta Marie per essersi ingraziata Julius, ma le viene detto da Julius di farsi da parte. Leon si rende conto che i nobili studenti stanno usando lui e Olivia come scudi umani e, dopo aver sconfitto diversi mostri, Julius e i suoi amici sconfiggono gli altri e si prendono tutto il merito. Marie cura la ferita di Julius e, quando Angelica protesta, Julius la congeda pubblicamente tenendosi per mano con Marie. Olivia guarisce Leon, rivelando che le sue abilità magiche le sono valse la borsa di studio. Leon è turbato dai cambiamenti apportati alla trama, soprattutto per quanto riguarda Marie, che è più subdola di quanto sembri e ha in qualche modo sostituito Olivia come eroina della storia. |                |         |
| 3  | Sfidiamoci a duello, principe 「決闘しようぜ、王子様」 - Kettō shiyō ze, ōji-sama | 17 aprile 2022 |         |
| 3  | Le bulle prendono di mira Marie, così Julius vieta ad Angelica di socializzare con lui, un evento del gioco che dovrebbe accadere molto più tardi. Leon e Olivia vedono Marie baciare segretamente Brad e viene confermato che la ragazza sa di essere in un gioco. Leon chiede a Luxion di iniziare a raccogliere informazioni perché sospetta che Marie sia una persona reincarnata come lui. Angelica tenta di rivelare a Julius l'infedeltà di Marie, ma lui lo sa già, perché Marie è riuscita a far innamorare di sé tutti e cinque gli innamorati. Angelica sfida Marie a duello, ma tutti e cinque gli innamorati si offrono come campioni di Marie. Leon sa già che, sia che Angelica vinca o perda, il duello finirà con il disonorarla e costringerla a sposare un marito violento, quindi si offre volontario come campione di Angelica e si decide che combatteranno usando grandi tute robotiche chiamate Armature. L'uso del dialogo del gioco da parte di Marie conferma che è a conoscenza della trama. Leon viene a sapere che gli studenti scommettono sul duello e punta una piccola fortuna sulla sua vittoria, mentre Angelica crede che Leon sia pazzo. Il giorno del duello, Luxion consegna a Leon l'armatura Arrogants. Tuttavia, questo viene accolto con scherzo dal pubblico, poiché l'Arrogants è molto diversa dalle armature moderne degli innamorati, anche se Leon è ancora sicuro di poterli battere tutti e cinque. |                |         |
| 4  | Vi spiace se ci vado piano? 「手加減してやってもいいかな?」 - Tekagen shite yatte mo ī ka na? | 24 aprile 2022 |         |
| 4  | Angelica spiega a Olivia che l'Arrogants è un lost item creato dagli antichi umani, ma è grande e lento, mentre gli innamorati privilegiano la velocità. Leon affronta per primo Brad, che brandisce una lancia. Leon equipaggia erroneamente una grande pala al posto della spada, ma la usa comunque. Lo stile di combattimento è così prevedibile che Leon lo stende all'istante. Greg usa una lunga lancia, ma la sua armatura preferita è stata riparata più volte, così Leon riesce a farla a pezzi e a smascherare Greg come il debole bullo che è in realtà. Chris impugna una spada ma è debole contro le armi da fuoco, così Leon gli spara finché la spada di Chris non viene distrutta. Jenna, la sorella di Leon, arrabbiata perché Leon sta mettendo in imbarazzo la loro famiglia facendosi nemici i nobili di rango superiore, piazza degli esplosivi sull'Arrogant su ordine di Jilk. Luxion informa Leon di ciò, ma Leon si aspettava un imbroglio e sa che l'Arrogantz può resistere all'esplosione. Sventato l'inganno, Jilk cerca di combattere contro Leon ma viene sconfitto altrettanto facilmente, facendo infuriare Marie. Prima di combattere, Leon chiede a Julius di Olivia. Julius ammette di averne sentito parlare ma di non averla mai incontrata, cosa impossibile visto che il loro incontro doveva essere l'inizio della storia. |                |         |
| 5  | È incredibile! 「最高だね」 - Saikō da ne | 1º maggio 2022 |         |
| 5  | Leon tormenta Julius con l'assurdità di condividere Marie con gli altri innamorati. Julius sostiene che Marie lo ama per quello che è. Leon fa notare che se Julius continua a rifiutare Angelica, potrebbe essere privato del titolo di principe. Julius sceglie comunque Marie, così Leon distrugge la sua armatura e vince il duello. Julius annulla ufficialmente il suo fidanzamento con Angelica. Leon stringe un accordo con il padre di Angelica: l'espulsione dall'accademia e la rinuncia ai suoi titoli nobiliari in cambio della protezione della famiglia di Julius. Quest'ultimo accetta, ma insiste che Leon porti Angelica con sé in campagna. Tornato a casa, Zola è furiosa per i problemi causati da Leon, ma è costretta al silenzio dalla presenza di Angelica. Sull'isola privata di Leon, Angelica e Olivia si godono le sue terme e stringono amicizia. Marie è furiosa quando tutti gli innamorati, compreso Julius, perdono i loro titoli, mettendo fine ai suoi piani di vita facile. Julius e gli innamorati sono costretti a guadagnarsi i propri soldi saccheggiando i sotterranei, anche se questo li rende più felici di quanto non siano stati da anni. Leon è infastidito quando i genitori di Julius, il re e la regina, lo promuovono a nobile di sesto grado come ringraziamento per aver insegnato a Julius una lezione importante, rendendo necessario il suo ritorno all'accademia per trovare una moglie nobile; anche se questa volta è felice, dato che ha l'amicizia di Angelica e Olivia. |                |         |
| 6  | Il mio primo festival scolastico 「学園祭って初めてなの」 - Gakuensaitte hajimete na no | 8 maggio 2022  |         |
| 6  | Leon ospita una sala da tè con Olivia e Angelica per il festival degli studenti dell'accademia. Jenna rivela di essere riuscita a sottrarre il figlio di un ricco visconte a una sua amica e vuole che Leon minacci la sua amica affinché non si vendichi, ma Leon si rifiuta. Leon è furioso per il fatto che Marie abbia aperto una sala da tè concorrente con Julius e i due innamorati come camerieri. Olivia riesce ad attirare una cliente, Carla Fou Wayne, che vuole incontrare Leon. La regina Mylene, madre di Julius, partecipa al festival per incontrare Leon. Quando vede che Leon, Olivia e Angelica vengono maltrattati da una cliente di nome Stephanie, figlia del conte Offrey, cerca di difenderli. Leon perde infine le staffe quando Stephanie insulta Mylene, picchia i servitori di Stephanie e la fa fuggire quando si rende conto di aver insultato la regina. Rispetto alle ragazze feroci dell'accademia, Leon è innamorato di Mylene e le chiede scherzosamente di sposarlo. Questo la lusinga ma infastidisce Julius, che punisce Leon. Mylene è furiosa con Julius per aver osato criticato Leon quando lui stesso si comporta in modo disonorevole e chiede di incontrare Marie, che lo ha palesemente manipolato. Carla chiede a Leon di salvare la sua famiglia Wayne dalla rovina. |                |         |
| 7  | Odio gli altri bellocci 「同じイケメン嫌い」 - Onaji ikemen-girai | 15 maggio 2022 |         |
| 7  | Poiché Carla ha richiesto ufficialmente il suo aiuto, Leon non può rifiutare. L'amicizia tra Olivia e Angelica è messa a dura prova quando le bulle si riferiscono a Olivia come all'animale domestico di Angelica. Il festival include una gara di moto volanti, con Dan Elgar, studente del terzo anno, favorito per la vittoria. Leon usa il programma di previsione di Luxion per fare una fortuna scommettendo sulle gare. L'ex fidanzata di Jilk, Clarice, lo ha ferito per averla scaricata, impedendogli di gareggiare. Marie riesce a manipolare Leon affinché diventi il sostituto di Jilk, sottolineando che Angelica sarà svergognata se lui rifiuta. Dan rivela che Clarice ha avuto il cuore spezzato da Jilk. Nonostante siano d'accordo nell'odiare entrambi Jilk, Dan giura di battere Leon come sostituto di Jilk. Durante la gara, Leon viene attaccato da tutti i corridori mandati in bancarotta dalle sue scommesse. Stephanie fa arrabbiare Olivia rivelando che Angelica un tempo trattava male i popolani come lei, provocando l'attacco di Angelica. Leon vince la gara, ma la sua moto esplode. Dan lo salva dalla morte perché entrambi odiano Jilk. Leon costringe Jilk a dare a Clarice le scuse che merita, sorprendendola del fatto che Leon ha un cuore gentile dietro la sua personalità malvagia. Leon convince Olivia a dare un'altra possibilità ad Angelica, nonostante la difficoltà di una futura amicizia tra una popolana e una nobile. Carla chiede a Olivia una conversazione privata. |                |         |
| 8  | Questo non è un gioco 「こっちも遊びじゃねえんだよ」 - Kotchi mo asobi ja nēn da yo | 22 maggio 2022 |         |
| 8  | Carla rivela di aver preso ordini da Stephanie, spaventando Olivia e spingendola a obbedire ai suoi ordini. Dal gioco, Leon sa che la terra di Carla è stata invasa dai pirati del cielo, che in realtà lavoravano per Stephanie e Carla in un complotto per mandare Olivia in una battaglia senza vittoria. La sconfitta dei pirati è punto importante della trama per Olivia, ma Leon decide di sconfiggere i pirati da solo. Luxion teme che Leon stia privando Olivia delle opportunità di diventare più forte e sicura di sé. Carla, che ora controlla Olivia, porta Brad e Greg in missione. Angelica apprende ciò che Stephanie ha fatto a Olivia, minaccia di farle del male se dovesse fare qualcosa a Olivia e si precipita a cercarla. Brad rivela che Stephanie è la sua ex fidanzata e che porre fine al loro fidanzamento era molto rischioso; la sua famiglia è essenziale per proteggere il regno dal vicino Durato di Fanoss, in particolare dal loro guerriero più forte, il Cavaliere Nero. Pilotando l'Arrogantz, Leon sconfigge i pirati. Greg si rende conto che la guerra è molto diversa dai duelli e guadagna rispetto per Leon. Carla tenta di incolpare Olivia, ma Leon invece espone i suoi crimini al padre, costringendola a confessare che Stephanie ha pianificato tutto per rovinare Olivia. Con le bugie di Stephanie in testa, Olivia si deprime, credendo che Angelica la veda davvero come un animale domestico e che Leon la desideri solo sessualmente. Leon si rende conto di quanto male abbia causato a Olivia proteggendola eccessivamente e non permettendole di imparare a fare le cose da sola. Diventa silenzioso quando lei gli dice che è una persona, non il suo animale domestico.            |                |         |
| 9  | Sono solo uno zerbino 「都合のいい女子ですから」 - Tsugō no ī joshi desu kara | 29 maggio 2022 |         |
| 9  | Leon si rende conto che gli innamorati cercano di impressionare Marie ma anche di lasciarle fare le cose da sola, a differenza sua e di Olivia. Marie inizia a saccheggiare i sotterranei, decisa a recuperare una certa reliquia prima di Olivia. Il resto dei pirati attacca la nave. Olivia cerca di aiutare, ma viene attaccata dal capitano dei pirati. Brad e Greg intervengono, ma l'abilità di Brad con la spada è ancora carente. Leon si rende conto che è così che dovrebbe andare la storia, con gli innamorati che aiutano Olivia senza di lui. Interviene e sconfigge il capitano, rubandogli la Sacra Collana, una delle reliquie di cui Olivia ha bisogno per diventare santa. Olivia è distrutta quando Leon si allontana da lei, sperando che lei diventi amica con i suoi spasimanti, come avrebbe dovuto, e si dimentichi di lui. Angelica si infuria con Leon per aver ferito Olivia in modo così grave. L'amicizia tra Angelica e Olivia peggiora ulteriormente e le due si allontano. Luxion trova le prove che collegano i pirati a Stephanie, che viene arrestata dalla famiglia reale, ponendo definitivamente fine ai suoi crimini. Leon dà il pieno merito della sconfitta dei pirati a Brad e Greg e interviene affinché le loro famiglie li reintegrino come eredi della famiglia. I due sono riconoscenti, ma scelgono di infastidire Leon facendo in modo che la regina lo promuova a nobile di quinto rango inferiore, uno status superiore persino a quello del padre di Leon. Leon si infastidisce ulteriormente quando il padre di Clarice, grato di aver costretto Jilk a scusarsi, fa in modo che venga promosso al quinto rango superiore dopo il diploma dell'accademia.                                 |                |         |
| 10 | Non come voi nobili fasulli 「エセ貴族とは違って」 - Ese kizoku to wa chigatte | 5 giugno 2022  |         |
| 10 | Arriva un altro evento di gioco, la gita scolastica. Leon visita un santuario e incontra per caso Angelica e Olivia. Leon riceve gli amuleti del santuario che condivide con Angelica, che riceve una Benedizione Elementale rossa, e Olivia, che riceve una Benedizione Elementale bianca. Leon stesso riceve l'Amuleto del Favore in Guerra. La nave dell'accademia viene attaccata dalla principessa Hertrude del Ducato di Fanoss, che dichiara guerra, un evento che non dovrebbe accadere fino alla fine del gioco. Angelica si offre come ostaggio e quando Leon e Olivia cercano di proteggerla, il comandante Garrett di Hertrude costringe gli altri studenti a batterli. Il regno di Holfort ordina a Chris di ritardare Hertrude il più possibile, anche a costo di morire tutti. La maggior parte degli studenti si rifiuta vigliaccamente, così Leon, in qualità di nobile di alto rango, ordina a tutti gli studenti di combattere, svergognandoli e definendoli nobili fasulli. Deirdre Roseblade, la nobile di più alto rango al di sotto di Angelica, si sente insultata e proclama i successi della sua famiglia. Tuttavia, anche lei si vergogna quando Leon le fa notare che quei successi appartenevano ai suoi antenati, mentre lei ha agito da codarda come tutti gli altri. Per l'orgoglio ferito, tutti gli studenti accettano di combattere. Colpita dalla sua maleducazione e dalla sfacciata mancanza di rispetto, Deirdre si innamora di Leon. Leon promette a Olivia di salvare Angelica. Hertrude rivela di controllare i suoi mostri con il flauto e questi attaccano Leon non appena lascia la nave. |                |         |
| 11 | Cosa posso fare ora 「今、私にできることを」 - Ima, watashi ni dekiru koto o | 12 giugno 2022 |         |
| 11 | Garrett spara sulla nave dell'accademia. Olivia, potenziata dalla Benedizione Elementale bianca, attiva i suoi poteri di Sacra Fanciulla ed evoca uno scudo intorno alla nave, salvando tutti. Leon è contento di non aver trattenuto Olivia abbastanza da soffocare il suo potere. Con Olivia a proteggere la nave, Leon si infiltra nella nave di Hertrude, libera Angelica, cattura Hertrude e si vendica di Garrett tagliandoli i baffi. Furioso, Garrett riprende a sparare e Hertrude rilascia il suo controllo sui mostri, che le attaccheranno per vendicarsi e abbattere la nave dell'accademia. Potenziata dalla Benedizione Elementale rossa, Angelica usa la magia del fuoco per proteggere la nave quando Olivia crolla per lo sforzo magico. Le due si riconciliano mentre Angelica assicura a Olivia in lacrime di essere più forte di quanto pensi e di non averla mai ostacolata. Mentre salva Angelica, Olivia cade dalla nave, costringendo Leon a salvarla. Olivia rimprovera Leon di essere distante e gli confessa di amarlo nonostante lui affermi di essere una persona terribile. La nave principale di Leon, la Partner, arriva e protegge la nave dell'accademia. Leon è in grado di pilotare l'Arrogantz e giura che sconfiggerà il Ducato di Fanoss in modo tale che non oseranno mai più invaderlo. Garrett schiera la sua arma segreta, Sir Vandel, il Cavaliere Nero. |                |         |
| 12 | Non importa quanto sia duro il mondo degli otome game 「たとえどれだけ、この乙女ゲー世界が厳しくても」 - Tatoe doredake, kono otomegē sekai ga kibishikute mo | 19 giugno 2022 |         |
| 12 | Leon lotta contro Vandel, che ha decenni di esperienza in più in battaglia. In seguito, Leon blocca l'armatura di Vandel e lo tiene sotto tiro. Nel tentativo di preservare la sua reputazione, Garrett evoca tutti i mostri presenti nelle vicinanze per distruggere tutto, compreso il suo esercito e ogni testimone. Leon rivela che la nave principale di Luxion si è nascosta sopra le nuvole e distrugge i mostri con un attacco energetico. Mentre Leon reclama la leggendaria spada di Vandel, Garrett e Vandel sono costretti a ritirarsi in disgrazia. Leon costringe Chris a prendersi il merito della vittoria per essere reintegrato come erede della sua famiglia. Giorni dopo, i due innamorati costruiscono una nuova armatura pilotata da Greg per sfidare nuovamente Leon e fargli smettere di intromettersi nelle loro relazioni con Marie. Stanco di duellare, Leon progetta deliberatamente di perdere finché Luxion non analizza l'armatura, che è così difettosa che potrebbe esplodere e uccidere Greg. Leon è costretto a distruggere l'armatura per salvare Greg, vincendo ancora una volta il duello. Leon è furioso nell'apprendere che la cattura di Hertrude gli è valsa la medaglia al valore e la promozione a visconte. Maria mostra di possedere il Sacro Bracciale e trama per trovare gli altri due oggetti sacri per sostituire Olivia come eroina. Olivia assicura a Leon di essere felice di aspettare la sua risposta alla sua confessione d'amore, non importa per quanto tempo. Luxion commenta che Leon e Marie sono molto simili, poiché entrambi hanno usato la conoscenza del gioco per ottenere ciò che volevano, anche se lui ritiene che sia una questione banale, benché in realtà non lo sia. |                |         |

## Accoglienza
Nel marzo 2024, la serie aveva superato i 3 milioni di copie in circolazione.